# Asso (città antica)
Asso (in greco antico: Ἄσσος?) è stata un'antica città nell'Epiro meridionale. L'unica menzione della città è fatta da Stefano di Bisanzio, che la pone nell'Epiro meridionale.